# JFN共通ジングル
JFN共通ジングル（ジェイエフエヌきょうつうジングル）は、全国FM放送協議会（JFN）系列局で使われているジングルである。Aラインの回線遅延を揃えるために、Aラインの番組前後にジングルを挿入する形をとっている。
2001年4月1日から使用を開始し、それ以来、22年にわたり流されているが、後年になってから、一部の放送局では使用を取りやめている。アメリカ合衆国フロリダ州パームビーチにあるFM局・WRMFで使われているジングルが元になっている。
歌詞は、「You are listening to (your favorite)」の後に各局オリジナルのフレーズが入る形式となっている。

## 現在使用している放送局
- ●：You are listening to your favorite、○：You are listening to

| 放送局名                         | 前半部分 | 後半部分 | 備考       |
| -------------------------------- | -------- | --- | ---------- |
| エフエム北海道（AIR-G'）         | ●        | “AIR-G' 80.4FM” | [ 注釈 1 ] |
| エフエム青森（AFB）              | ○        | “FM AOMORI” |            |
| エフエム仙台（Date fm）          | ●        | “Date fm” |            |
| エフエム秋田（AFM）              | ●        | “FM AKITA” |            |
| エフエム群馬（FM GUNMA）         | ●        | “FM GUNMA 86.3FM” |            |
| エフエム栃木（RADIO BERRY）      | ●        | “RADIO BERRY 76.4FM” |            |
| エフエムラジオ新潟（FM-NIIGATA） | ●        | “FM NIIGATA” 1世代前: FUN FAN FINE FM NIIGATA                                                                                   |            |
| 長野エフエム放送（FM長野）       | ●        | "FM NAGANO" "EVER GREEN STATION FM NAGANO"                                                                                      |            |
| 富山エフエム放送（FMとやま）     | ●        | “82.7 FM TOYAMA” “MUSIC POWER PLAY from FM TOYAMA” “HITS ON THE RADIO from FM TOYAMA”（以前まで並行利用されていた別バージョン） | [ 注釈 3 ] |
| エフエム滋賀（e-radio）          | ●        | “e-radio 77FM（セヴンセヴン・エフエム）”                                                                                        |            |
| 岡山エフエム放送（FM OKAYAMA）   | ●        | “FM OKAYAMA” | [ 注釈 4 ] |
| エフエム香川（FM香川）           | ●        | “FM KAGAWA 786（ななはちろく）”                                                                                                 |            |
| エフエム高知（Hi-Six）           | ●        | “Hi-six FM KOCHI” |            |
| エフエム徳島（FM TOKUSHIMA）     | ○        | “FM TOKUSHIMA 80.7” |            |
| エフエム福岡（FM FUKUOKA）       | ●        | “FM FUKUOKA” |            |
| エフエム佐賀（FMS）              | ●        | “77.9（ダブルセヴン・ポイントナイン） FMS”                                                                                      |            |
| エフエム熊本（FMK）              | ●        | “FMK” 1世代前:“77.4（ダブルセヴン・ポイントフォー） FMK”                                                                        |            |
| エフエム大分（Air-Radio FM88）   | ●        | “Air-Radio FM OITA” | [ 注釈 5 ] |
| エフエム宮崎（JOY FM）           | ●        | “JOY FM” |            |
| エフエム沖縄（FM沖縄）           | ○        | “JOIU FM Okinawa” |            |

## JFN共通ジングルを取りやめ、オリジナルジングルを流している放送局
- ●：You are listening to your favorite、○：You are listening to

| 放送局                                       | 廃止時期       | 前半部分 | 後半部分 | 備考       |
| -------------------------------------------- | -------------- | -------- | --- | ---------- |
| エフエム大阪（FM大阪）                       | 2005年4月1日   | ○        | “fm osaka”（“fm osaka”のコールが異なる2パターンが存在） “fm osaka 85.1”（上記のコールと併用で使用）                                      |            |
| 三重エフエム放送 （レディオキューブ FM三重） | 2005年4月1日   | ●        | “FM MIE” | [ 注釈 6 ] |
| エフエム東京（TOKYO FM）                     | 2005年4月26日  | ○        | "BEST HIT STATION in TOKYO TOKYO FM 80"                                                                                                  |            |
| エフエム山口（FMY）                          | 2005年7月1日   | ●        | “Heart Warm Radio FM YAMAGUCHI” |            |
| エフエム愛媛（JOEU-FM）                      | 2006年中盤     | ○        | “79.7 JOEU-FM” |            |
| エフエム岩手（FM IWATE）                     | 2006年10月半ば | ●        | “FM IWATE” | [ 注釈 7 ] |
| エフエム長崎 （FM Nagasaki、旧：SMILE-FM）   | 2007年4月1日   | ○        | “SMILE-FM” |            |
| 広島エフエム放送（HFM）                      | 2007年中盤     | ●        | “HFM Let's Groove!” |            |
| エフエム福島（ふくしまFM）                   | 2008年4月1日   | ●        | “ラジコムキッス on FUKUSHIMA FM” 1世代前 - “ラジコムキッス ハートウォーミングにふくしまFMです”                                           |            |
| 静岡エフエム放送（K-mix）                    | 2008年4月1日   | ●        | “Thank You for listening ジ〜ンジ〜ン K-MIX”（2003年4月 - 2008年3月） 1世代前 - We believe in radio magic K-MIX（2001年4月 - 2003年3月） |            |
| エフエム山形 （Rhythm Station、旧：Boy-FM）  | 2010年4月1日   | ●        | “Boy-FM 80.4” |            |
| エフエム鹿児島（μFM）                        | 2012年1月1日   | ○        | “AIR DESIGN μFM” |            |
| エフエム岐阜 （FM GIFU、旧：Radio80）        | 2014年12月29日 | ●        | “Radio80” | [ 注釈 8 ] |
| エフエム山陰（V-air）                        | 2016年4月1日   | ●        | “V-air FM SAN-IN” |            |
| エフエム石川（HELLO FIVE）                   | 2016年頃       | ○        | "K805（ケイ・エイト・オー・ファイブ） FM ISHIKAWA"                                                                                       |            |
| 福井エフエム放送（FM FUKUI）                 | 2024年8月1日   | ○        | “76.1 JOLU-FM” | [ 注釈 4 ] |

## 使用開始当初からJFN共通ジングルを使用していない放送局
- エフエム愛知（FM AICHI）
- 兵庫エフエム放送（Kiss FM KOBE） - 2003年、JFNに加盟
- InterFM897 - 2020年、JFNに特別加盟[注釈 9]

共に当初からオリジナルジングルを流している。

## ジングル使用中の主な番組
※ 2025年4月現在。
- 月曜 - 金曜 … 『ONE MORNING』（7:00、7:10、7:20、8:00、8:11）[注釈 11]
- 月曜 - 木曜 11:00 … 『坂本美雨のディア・フレンズ』
- 金曜 11:00 … 『松任谷由実のYuming Chord』
- 金曜 22:00 … 『SCHOOL OF LOCK! FRIDAY』
- 金曜 23:00 … 『WEEKLY ARTIST FILE』
- 土曜 10:00 … 『SPORTS BEAT supported by TOYOTA』
- 土曜 13:00 … 『JA全農 COUNTDOWN JAPAN』
- 土曜 14:00 … 『福山雅治 福のラジオ』
- 土曜 15:00 … 『ACN presents 丸山茂樹 MOVING SATURDAY』
- 土曜 15:30 … 『広瀬すずの「よはくじかん」』
- 土曜 16:00 … 『リリー・フランキー「スナック ラジオ」』
- 土曜 17:00 … 『川島明 そもそもの話』
- 土曜 22:00 … 『ドリームハート』
- 土曜 23:00 … 『桑田佳祐のやさしい夜遊び』
- 日曜 10:00 … 『ASKA Terminal Melody』
- 日曜 11:00 … 『菊池風磨 hoursz』
- 日曜 12:00 … 『津田健次郎 SPEA/KING』
- 日曜 13:00 … 『いいこと、聴いた』
- 日曜 14:00 … 『山下達郎の楽天カード サンデー・ソングブック』[注釈 12]
- 日曜 15:00 … 『日本郵便 SUNDAY'S POST』
- 日曜 16:00 … 『ももいろクローバーZのハッピー・クローバー!TOP10』
- 日曜 17:00 … 『NISSAN あ、安部礼司〜BEYOND THE AVERAGE』
- 日曜 23:00 … 『鈴木敏夫のジブリ汗まみれ』